# CAMO
『CAMO』(カモ)はBoAの配信限定シングル

## 解説
シングルとしては、前作『Spring Rain』から僅か2ヶ月での発売となった。
本作発売前の6月17日に、BoAが所属するSM Entertainmentは本作のプロジェクトの予告映像を公開し、所属事務所関係者は「多種多様に且つ大胆に変身していくBoAに会えると思う。今後正式に公開された時、高い関心を受ける事になると思う。」とコメントしている。
同月24日には第2弾となる予告映像が公開され、YouTubeの、SMTOWNチャンネルやNAVER TVのSMTOWN等の複数の媒体を通して公開がなされ、BoAの独歩的なパフォーマンスからボディマッピングを通した華やかな演出と音源の一部も公開された。
さらにビデオ・クリップでは様々なアングルから捉えられた多彩なBoAの姿が収録されていく形となっていくとのことであり、楽曲の作曲は世界的なプロデュースチームであるThe Underdogsが参加した。
配信日の26日には完成した楽曲とビデオ・クリップが公開され、7月8日に行われた上岩洞にあるワールドカップ競技場で行われた『SMTOWN LIVE WORLD TOUR VI IN SEOUL』にて初披露された。

## 収録曲
1. CAMO
作詞：Cho Yun Kyong / 作曲：Harvey Mason Jr.、Kevin Randolph、Britt Burton

## 収録アルバム
CAMO
- 『ONE SHOT, TWO SHOT』